# کیست مژک‌دار پوستی
کیست مژک‌دار پوستی (انگلیسی: Cutaneous ciliated cyst) یک وضعیت پوستی است که با کیست‌های منفرد واقع در پاهای زنان مشخص می‌شود. 